# Денієл Браян
Бра́ян Де́нієлсон (англ. Bryan Danielson; нар. 22 травня 1981, Абердин, штат Вашингтон, США) — американський професійний реслер. Виступав у WWE на бренді Smackdown! під ім'ям Денієл Браян. Він також відомий під своїм прізвиськом Американський Дракон (англ. American Dragon).

## Кар'єра в реслінгу

### WWE (2010—2016)
Перед виступами в WWE в основному виступав в незалежних федераціях. У 2010 році взяв участь в першому сезоні NXT. Після завершення сезону був звільнений, проте в серпні під час шоу SummerSlam повернувся в WWE і став сьомим членом команди Raw в поєдинку на вибування проти Нексус замість Міза. На шоу Night of Champions він переміг Міза і завоював пояс чемпіона США WWE. 14 березня 2011 року на Raw програв титул Шеймусу. Після переходу на SmackDown! у Денієлсона почався ф'юд з Коді Роудсом. На одному з випусків SmackDown! перед PPV Capitol Punishment Браян в команді з Сін Карою переміг команду Роудса і Дібіасі. На наступному SmackDown! Денієл Браян, Сін Кара та Ізекіль Джексон перемогли команду Роудса, Дібіасі і Уейда Барретта. 1 липня Денієл Браян переміг в одиночному матчі Теда Дібіасі. 17 липня 2011 року одержав перемогу в матчі з драбинами на шоу Гроші в банку і став містером гроші в банку від SmackDown. На наступному шоу заявив, що використає свій контракт на чемпіонський бій на Реслманії XXVIII.
На PPV SummerSlam програв матч проти Уейда Баррета. Після цього його появлення були рідкістю. Він став профі свого старого протеже Дерріка Бейтмена в п'ятому сезоні NXT, але згодом кинув його. 10 листопада на випуску Superstars в Лондоні Браян бився проти колишнього учителя Вільяма Рігала. Бій був достойний. Браян переміг, але і Рігал залишився задоволеним. Попри це Браян став черговою жертвою Марка Генрі. Марк змушував Денієла використати виграний контракт, але той не погоджувався. В підсумку Марк травмував його 18 листопада. На Smackdown 26 листопада Браян використав кейс Money In The Bank і утримав нокаутованого Марка Генрі, але генеральний менеджер SmackDown, що вийшов, відмінив результат того матчу. Пояс був повернений Генрі, а кейс Браяну. В той же вечір Браян виграв матч Fatal Four Way за претендентство на титул, і наступного тижня провів бій в сталевій клітці проти Марка Генрі за титул чемпіона світу в тяжкій вазі, але знову програв.
На TLC новим чемпіоном став Біг Шоу, але Марк Генрі напав на нього після бою. Браян, скориставшись ситуацією, використав контракт і утримав беззахисного Біг Шоу, ставши чемпіоном світу у важкій вазі.
Денієл успішно захистив титул на Королівській битві в тристоронньому матчі проти Біг Шоу і Марка Генрі та на Elimination Chamber.
На Wrestlmania XXVIII програв свій чемпіонський пояс Шеймусу за 18 секунд, впавши в нокаут після першого ж удару.
На PPV Extreme Rules 2012 знову програв Шеймусу в матчі 2 із 3 утримань.
На наступному Monday Night Raw отримав тайтл-шот на WWE Championship на PPV Over The LImit, де не зміг перемогти СМ Панка.
На RAW 16 липня зробив пропозицію Ей Джей. Та, подумавши, погодилась. Весільна церемонія запланована на 23 липня, тобто на 1000 епізод RAW. Але 23 липня на 1000-му епізоді RAW Ей Джей була оголошена новим генеральним менеджером, внаслідок чого весілля було відмінене. Денієл був розлючений.

## Особисте життя
Відомо що Деніел Брайан вегетаріанець. Брайан знаходиться у відносинах з дівою WWE Брі Беллою близько трьох років. Влітку 2013 року стало відомо, що Брайан і Брі Белла були заручені. Їх весілля відбулося 11 квітня 2014

## В реслінгу

### Прийоми
- Фінішери

  - Як Браян Денієлсон
    - Cattle Mutilation[1][2][3]
    - Crossface chickenwing[4]
    - Double wrist clutch, repeated stomps to face and head to a grounded opponent[5]
    - Dragon suplex[1]
    - LeBell Lock[6] — 2010
    - Regal-Plex[2]
    - Small package[3]
    - Triangle choke[3][4]

  - Як Денієл Браян
    - LeBell Lock / Yes Lock / No! Lock (Omoplata crossface)[7]
- Коронні прийоми

  - Airplane spin[1]
  - Danielson Special[8]
  - Diving headbutt[1]
  - European uppercut[8]
  - Indian deathlock[1]
    - Belly to back,[1]

  - Roaring Elbow[1]

### Прізвиська
- «The American Dragon»[1]
- «The American Dolphin» (Pro Wrestling Guerrilla)[9]
- «The Best Wrestler in the World»[1][10]
- «The Dagger»[1]
  - «The Master of the Small Package»[1]
- «The Submission Specialist»[11]

### Музичні теми
- «Self Esteem» The Offspring[12]
- «Obsession» Animotion[13]
- «The Final Countdown» Europe[14]
- «The Rage» Burnout Paradise[15]
- «Політ Валькірій» Ріхард Вагнер[16]

### Титули і нагороди
- All Pro Wrestling
  - APW Worldwide Internet Championship (1 раз)[17]
  - King of the Indies (2001)[3][18]
- All Star Wrestling
  - ASW World Heavy Middleweight Championship (1 раз)[19]
- East Coast Wrestling Association
  - ECWA Tag Team Championship (1 раз) — з Лоу Кі
- Extreme Canadian Championship Wrestling
  - NWA Canadian Junior Heavyweight Championship (1 раз)[20]
- Full Impact Pro
  - FIP Heavyweight Championship (1раз)[3]
- International Wrestling Association
  - IWA Puerto Rico Heavyweight Championship (1 раз)[21]
- Memphis Championship Wrestling
  - MCW Southern Light Heavyweight Championship (1раз)[19]
  - MCW Southern Tag Team Championship (1 раз) — со Спенкі[19]
- NWA Mid-South
  - NWA Southern Junior Heavyweight Championship (1 раз)[22]
- New Japan Pro Wrestling
  - IWGP Junior Heavyweight Tag Team Championship (1 раз)[3] — з Каррі Меном[19]
  - Best of the American Super Juniors (2004)[23]
- Pro Wrestling Illustrated
  - PWI ставить його під №13 серед 500 найкращих реслерів 2008 року[24]
  - PWI ставить його під №44 серед 500 найкращих реслерів 2010 року
- Pro Wrestling Guerrilla
  - PWG World Championship (2 раза)[3][25]
- Pro Wrestling Noah
  - GHC Junior Heavyweight Championship (1 раз)[2][3]
- Pro Wrestling Report
  - Independent Wrestler of the Year (2006)[26]
- Ring of Honor
  - ROH Pure Championship (1 раз)[27]
  - ROH World Championship (1 раз)[28]
  - Survival of the Fittest (2004)[3][19]

- Texas Wrestling Alliance

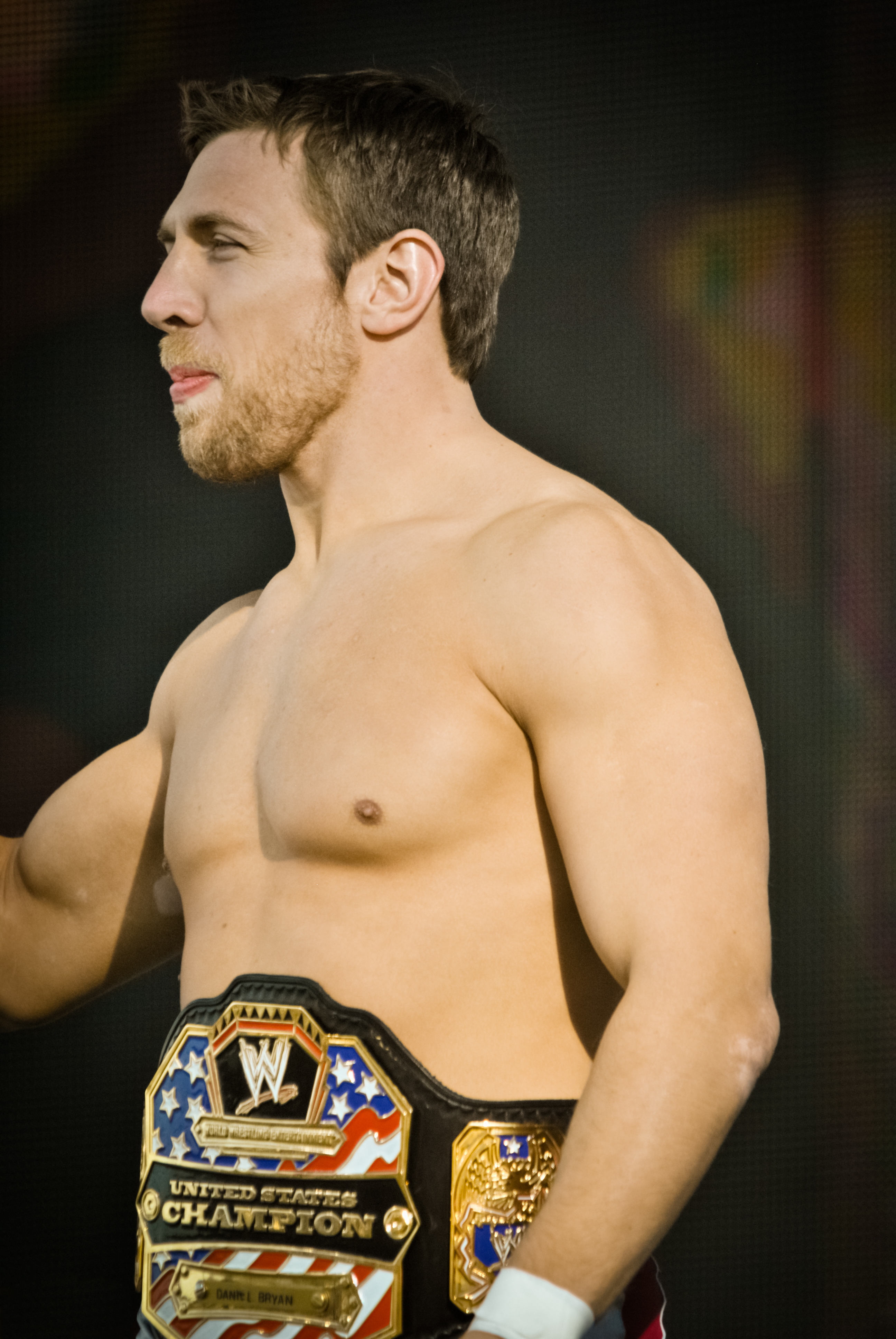
Браян за чемпіонства США

  - Командний чемпіон TWA (1 раз) — з Спенкі[19]
- westside Xtreme wrestling
  - Чемпіон світу в тяжкій вазі wXw (1 раз)[29]
  - Ambition 1 (2010)[30]
- World Series Wrestling
  - Чемпіон в тяжкій вазі WSW (1 раз)[31]
- World Wrestling Entertainment
  - Чемпіон світу в тяжкій вазі (1 раз)
  - Чемпіон Сполучених Штатів WWE (1 раз)[32]
  - Містер «Money in the bank» від SmackDown (2011)
- Wrestling Observer Newsletter[33]
  - Best Technical Wrestler (2005—2009)[3][34]
  - Поєдинок року (2007)[3] проти Такесі Морісіми 25 серпня
  - Найвидатніший реслер (2006—2009)[3][34]
  - Найвидатніший реслер десятиліття (2000—2009)[35]